# خروس بی‌محل (فیلم ۱۳۸۸)
خروس بی‌محل فیلمی به کارگردانی  و نویسندگی حسین قاسمی جامی محصول سال ۱۳۸۸ است.

## بازیگران
- رضا شفیعی‌جم
- مرتضی ضرابی
- الیزابت امینی
- ترلان پروانه
- فائزه جودتی
- مجید حسن‌زاده
- جواد زینعلی
- سهیلا خلانلویی
- فاطمه پهلوان